# Jean-François Le Nail
Jean-François Le Nail, né le 23 décembre 1945 à Toulouse, est un archiviste et historien français.

## Biographie
Élève de l'École nationale des chartes, il obtient le diplôme d'archiviste paléographe en 1970 avec une thèse sur le vocabulaire toponymique de Campan.
Jean-François Le Nail a été directeur des Archives départementales de l’Ariège de 1970 à 1976, puis des Hautes-Pyrénées de 1976 à 2005.
Il a été le directeur général de la revue Pyrénées de 2012 à 2015 et est l'auteur de publications et d'ouvrages sur l'histoire et la toponymie de sites hauts-pyrénéens.